# Peter Hlinka
Peter Hlinka (* 5. Dezember 1978 in Prešov, Tschechoslowakei) ist ein ehemaliger slowakischer Fußballspieler und nunmehriger -trainer. Er spielte auf der Position eines Mittelfeldspielers.

## Karriere
Hlinka begann seine Profikarriere in seiner Heimat Slowakei bei 1. FC Tatran Prešov. Dort spielte er von 1996 bis 2001. Im Jahr 2001 wechselte er nach Österreich und bekam einen Vertrag beim SK Sturm Graz. Nur ein Jahr später wechselte er bereits innerhalb der österreichischen Bundesliga zum SW Bregenz. 2004 holte ihn Rapid Wien in seinen Kader. Sein größter Erfolg mit den Wienern war hierbei der Gewinn der Österreichischen Meisterschaft 2004/05 und der Einzug in die Hauptrunde der UEFA Champions League 2005/06.
Im Mai 2007 wechselte Hlinka zum deutschen Zweitligisten FC Augsburg. Zur Saison 2008/09 kehrte er zurück zum österreichischen Bundesligisten SK Sturm Graz. Dort unterschrieb er einen Vertrag bis 2010. Mit Saisonende 2009/10 wurde bekannt, dass Hlinka zum direkten Ligakonkurrenten Austria Wien wechselte. Nach zwei Jahren bei den Violetten wechselte der Mittelfeldspieler abermals innerhalb der österreichischen Bundesliga. Hlinka unterschrieb einen Vertrag beim SC Wiener Neustadt. Im Winter 2015, nach einem halben Jahr Vereinslosigkeit, wechselte der Slowake zum FC Wacker Innsbruck. Vom August 2015 bis zum Sommer 2016 spielte er als Führungsspieler für die Reservemannschaft des SK Rapid Wien, ehe er seine aktive Karriere endgültig beendete.
Peter Hlinka absolvierte insgesamt 28 A-Länderspiele für die Slowakische Fußballnationalmannschaft und erzielte dabei ein Tor (am 8. Oktober 2005 gegen Estland zum 1:0-Sieg in Bratislava in der WM-Qualifikation).
Seit Sommer 2017 war Peter Hlinka Teil des Betreuerteams des SC Wiener Neustadt, wo er sowohl Co-Trainer von Roman Mählich, als auch Trainer der Amateure ist. In den Saisonen 2018/19 und 2019/20 war er Trainer beim First Vienna FC, von Sommer 2021 bis Dezember 
2021 beim AS Trencin.

## Erfolge
- Österreichischer Fußballmeister 2005 (Rapid Wien)
- Österreichischer Cup-Sieger 2010 (Sturm Graz)